# Леополд (Бавария)
Вижте пояснителната страница за други личности с името Леополд.
Леополд IV Щедри (на немски: Leopold, der Freigiebige; * 1108; † 18 октомври 1141, Нидералтайх, Долна Бавария) от фамилията Бабенберги, е от 1136 г. маркграф на Австрия като Леополд IV и от 1139 г. херцог на Бавария като Леополд I Баварски.

## Произход
Леополд е вторият син на маркграф Леополд III († 1136, Светия) от Австрия и втората му съпруга Агнес († 1143), дъщеря на император Хайнрих IV и на Берта Савойска. Чрез майка си той е роднина на Хоенщауфените. Той е по-малък брат на Хайнрих II и по-малък полубрат на немския крал от 1138 г. Конрад III (от първия брак на Агнес с херцог Фридрих I от Швабия, от род Хоенщауфен). По-малкият му роден брат Ото е епископ на Фрайзинг (1138 – 1158) и прочут историк.

## Управление
През 1136 г. Леополд наследява баща си като маркграф по неизвестни причини, въпреки че има по-голям полубрат Адалберт (* 1098) и брат Хайнрих II (* 1107).
Крал Конрад III от Хоенщауфените през 1139 г. прави Леополд херцог на Бавария след Хайнрих X Горди от фамилията Велфи, тъй като последния по-рано е отказал да признае кралските права на Конрад.
Леополд е най-известен с неговия сключен разменен договор през 1137 г. с епископ Регинмар от Пасау. Епископът получава църквата Св. Петър във Виена срещу земи около Виена, освен тези извън градската стена, където се строяла голяма църква – днешната кадедрала Стефансдом (1137 – 1147).
Леополд е женен от 1138 г. за Мария от Бохемия († 1160), дъщеря на херцог Собеслав I. Тя е внучка на крал Вратислав II и се омъжва след 1141 г. отново за маркграф Херман III от Баден.
Херцог Леополд умира неочаквано след кратко управление и е наследен от брат си Хайнрих. Погребан е в основания от баща му манастир Свети кръст (Stift Heiligenkreuz), на 15 км западно от Виена.
- Леополд Щедри при обсадата на Регенсбург, Родословие на Бабенбергите, Клостернойбург, 1489 – 1492
- Леополд IV на витраж в манастира Свети кръст, Долна Австрия, ок. 1290 г.